# Критицизам
Критицизам је гносеолошки правац (теорија спознаје), филозофско учење, које истражује могућности извора, услова, сигурности и граница спознаје, анализа структуре спознаје и њеног предмета. Ову методу и учење је развио Имануел Кант. Реч је грчког порекла.